# نادي تونغيث
نادي تونغيث هو نادي كرة قدم سنغالي تأسس عام 2013 ومقره في روفسك، يلعب الفريق في الدوري السنغالي الممتاز ويحتل المركز 11. يلعب الفريق على أرضية ملعب لات ديور. يشارك حاليًا في بطولة دوري أبطال أفريقيا 2020–21 للمرة الأولى في تاريخه.

## وصلات خارجية
- نادي تونغيث - السنغال
- تونغيث - AS ARABIA
- Teungueth Rufisque